# Беккер, Аманда
Аманда Беккер (англ. Amanda Becker; 18 декабря 1984) — американская футболистка, вратарь.

## Биография
На студенческом уровне выступала в 2004—2007 годах за команду «Сетон Холл Пайрэтс». Затем играла в любительской W-лиге за «Баффало Флэш», в 2009 году её команда дошла до второго раунда плей-офф.
В 2010 году вместе с группой американских футболисток перешла в российский клуб «Энергия» (Воронеж), но не смогла пробиться в стартовый состав. Единственный матч в чемпионате России сыграла 4 июня 2010 года против «Кубаночки», заменив на 83-й минуте Ольгу Свинухову. По итогам сезона «Энергия» стала серебряным призёром чемпионата.
Дальнейшая судьба неизвестна.